# Oder-Rundfahrt 1975
Die Oder-Rundfahrt 1975 war ein Wettbewerb im Straßenradsport in der DDR, der als Etappenrennen ausgetragen wurde.

## Rennverlauf
Die Rundfahrt für Amateure führte vom 11. bis zum 13. April über vier Etappen und 440 Kilometer rund um Frankfurt (Oder). Veranstalter war der Deutsche Radsportverband der DDR (DRSV). Am Start waren 68 Radrennfahrer aus den DDR-Sportclubs. Es war das erste Etappenrennen im Rennkalender des DRSV für 1975. Nach einem vierten Platz auf der 1. Etappe und dem zweiten Platz im Einzelzeitfahren gewann Reinhard Langanke die Gesamtwertung ohne eigenen Etappensieg. Das Rennen war von widrigen Wetterbedingungen wie Sturm und Schnee begleitet. Lediglich 30 Fahrer beendeten die Rundfahrt.
1. Etappe Rund um Frankfurt (Oder): 150 Kilometer, Sieger: Bernhard Gruner, SC DHfK Leipzig
2. Etappe Einzelzeitfahren in Podelzig: 30 Kilometer, Sieger: Norbert Dürpisch, ASK Vorwärts Frankfurt 
3. Etappe Kriterium in Frankfurt (Oder): 140 Kilometer, Sieger: Norbert Dürpisch, ASK Vorwärts Frankfurt 
4. Etappe Rund um Frankfurt (Oder): 120 Kilometer, Sieger: Eberhard Sanftleben, SC DHfK Leipzig

## Ergebnisse
|     | Fahrer             | Verein             | Zeit (h)       |
| --- | ------------------ | ------------------ | -------------- |
| 01. | Reinhard Langanke  | SC Dynamo Berlin   | 8:55:38 h      |
| 02. | Gottfried Preising | SC Turbine Erfurt  | + 1:05 Minuten |
| 03. | Andreas Neuer      | SC Karl-Marx-Stadt | + 1:26 Minuten |
| 04. | Lothar Pfuhl       | SC Karl-Marx-Stadt | + 2:08 Minuten |
| 05. | Peter Lantzsch     | SC Karl-Marx-Stadt | + 2:18 Minuten |
| 06. | Lothar Grüner      | SC Dynamo Berlin   | + 2:20 Minuten |
| 0 … |                    |                    |                |